# Loxosceles aranea
Loxosceles aranea es una especie de araña araneomorfa  de la familia Sicariidae. Es una de las 36 especies de arañas violinistas endémicas de México. Se la conoce únicamente en el estado de Querétaro. Se considera que es muy parecida a L. tenango, tanto en su morfología externa como en las características de sus estructuras genitales. Su distribución se sobrelapa con la de L. huasteca.

## Características
Loxosceles aranea puede distinguirse por la forma del epiginio y por su color pálido. El epiginio está conformado por dos receptáculos cuadrangulares, casi tocándose en la línea media, cada uno con un lóbulo tubular prominente que surge en la línea media y que presentan una curvatura notable. Se considera una especie troglófila. Nunca se han recolectado ejemplares macho.